# گوپی گاین و باگا باین
گوپی گاین و باگا باین (به بنگالی: Goopy Gyne Bagha Byne) فیلمی محصول سال ۱۹۶۹ و به کارگردانی ساتیاجیت رای است. در این فیلم بازیگرانی همچون تاپن چاترجی، رابی غوش، سانتوش دوتا، جوهر روی، چینموی روی ایفای نقش کرده‌اند.